# Allium saricanense
Allium saricanense — вид квіткових рослин з підродини цибулевих (Allioideae). Ендемік Туреччини.